# Pteleon
Pteleon (altgriechisch Πτελέον Pteléon) ist in der griechischen Mythologie der eponyme Heros von Ptelea, dem „Ulmendorf“ (πτελέα pteléa, deutsch ‚Ulme‘) in Attika.
In der Legende wurde er als derjenige bekannt, der Prokris zur ersten Untreue gegenüber ihrem Gemahl Kephalos verführte, indem er ihr ein goldenes Stirnband zum Geschenk machte. Kephalos ertappte die beiden, und Prokris floh beleidigt zu König Minos nach Kreta.